# Фауст (фильм-опера, 1982)
«Фа́уст»  —  телефильм-опера, снятый в 1982 году в СССР на Украинской студии телевизионных фильмов. Экранизация оперы французского композитора Шарля Гуно, написанной на сюжет первой части трагедии Иоганна Вольфганга фон Гёте «Фауст».

## Сюжет
Телефильм-опера. Экранизация оперы французского композитора Шарля Гуно, написанной на сюжет первой части трагедии Иоганна Вольфганга фон Гёте «Фауст».

## В ролях
- Анатолий Кочерга — Мефистофель (поёт он же)
- Милена Тонтегоде — Маргарита (поёт Гизелла Ципола)
- Арунас Смайлис — Фауст (поёт Анатолий Соловьяненко)
- Ааре Лаанеметс — Валентин (поёт Анатолий Мокренко)
- Владимир Ставицкий — Зибель (поёт Константин Огневой)
- Татьяна Митрушина — Марта (поёт Викторина Мартиросова)
- Вацлав Дворжецкий — старый Фауст (поёт Василий Гриненко)
- Георгий Дворников — Брандер
- Гельдур Сааде — Вагнер (поёт Богдан Гныдь)
- Юрис Аарма — молодой человек
- Юрис Плявиньш — могильщик

## Музыканты
- Хор и оркестр Киевского государственного академического театра оперы и балета им. Шевченко
- Дирижёр — Степан Турчак

## Съёмочная группа
- Режиссёр: Борис Небиеридзе
- Композитор: Шарль Гуно
- Сценаристы: Борис Небиеридзе, Святослав Крутиков, Иоганн Вольфганг Гёте (автор одноимённой трагедии)
- Оператор: Кирилл Ромицын
- Художник: Олег Костюченко

## Технические данные
- Обычный формат
- Фильм цветной
- Время: 140 мин.